# Jiao Bingzhen

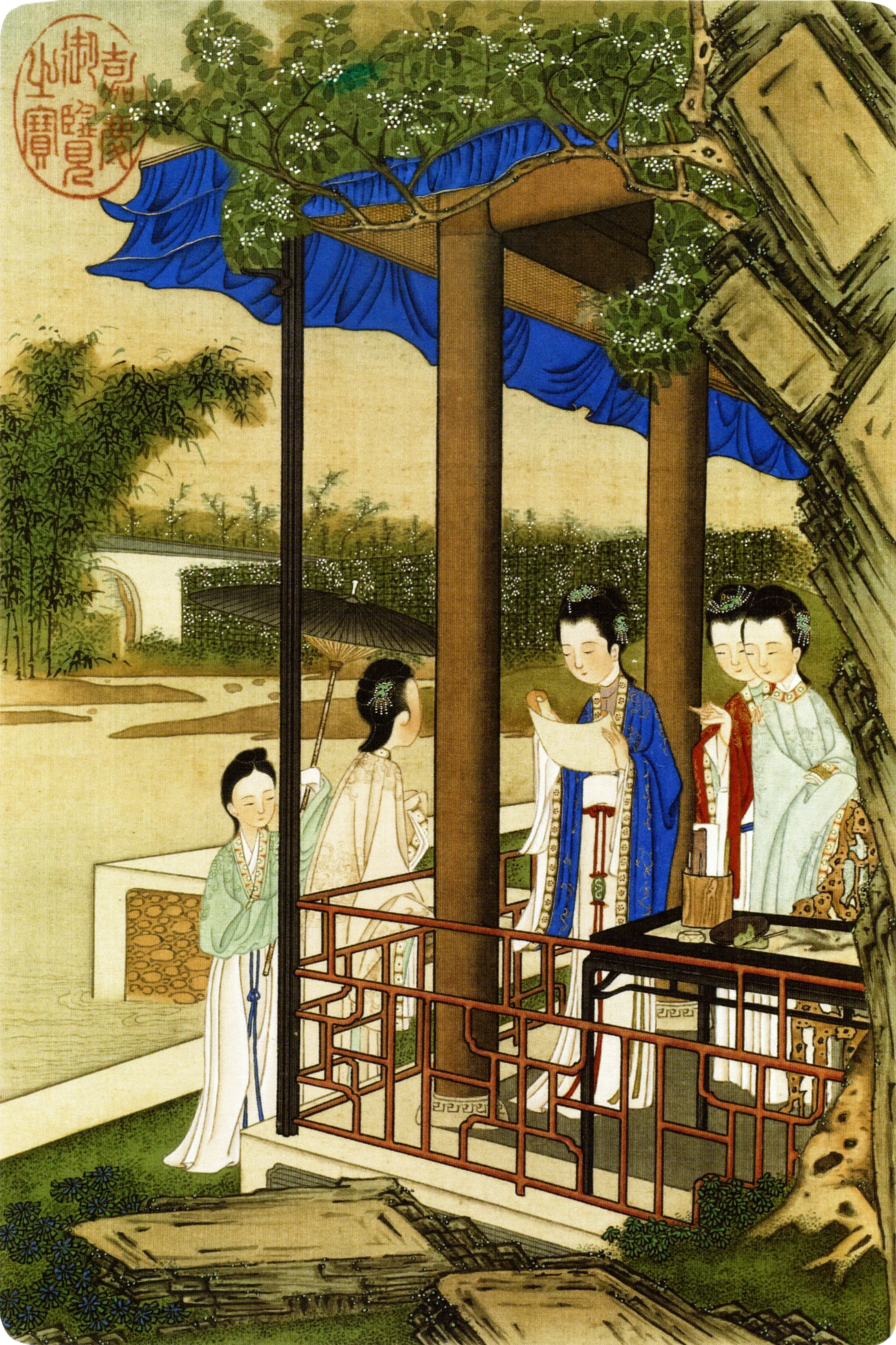
Pintura de dames; tinta i color sobre seda (Museu Nacional del Palau de Taipei)

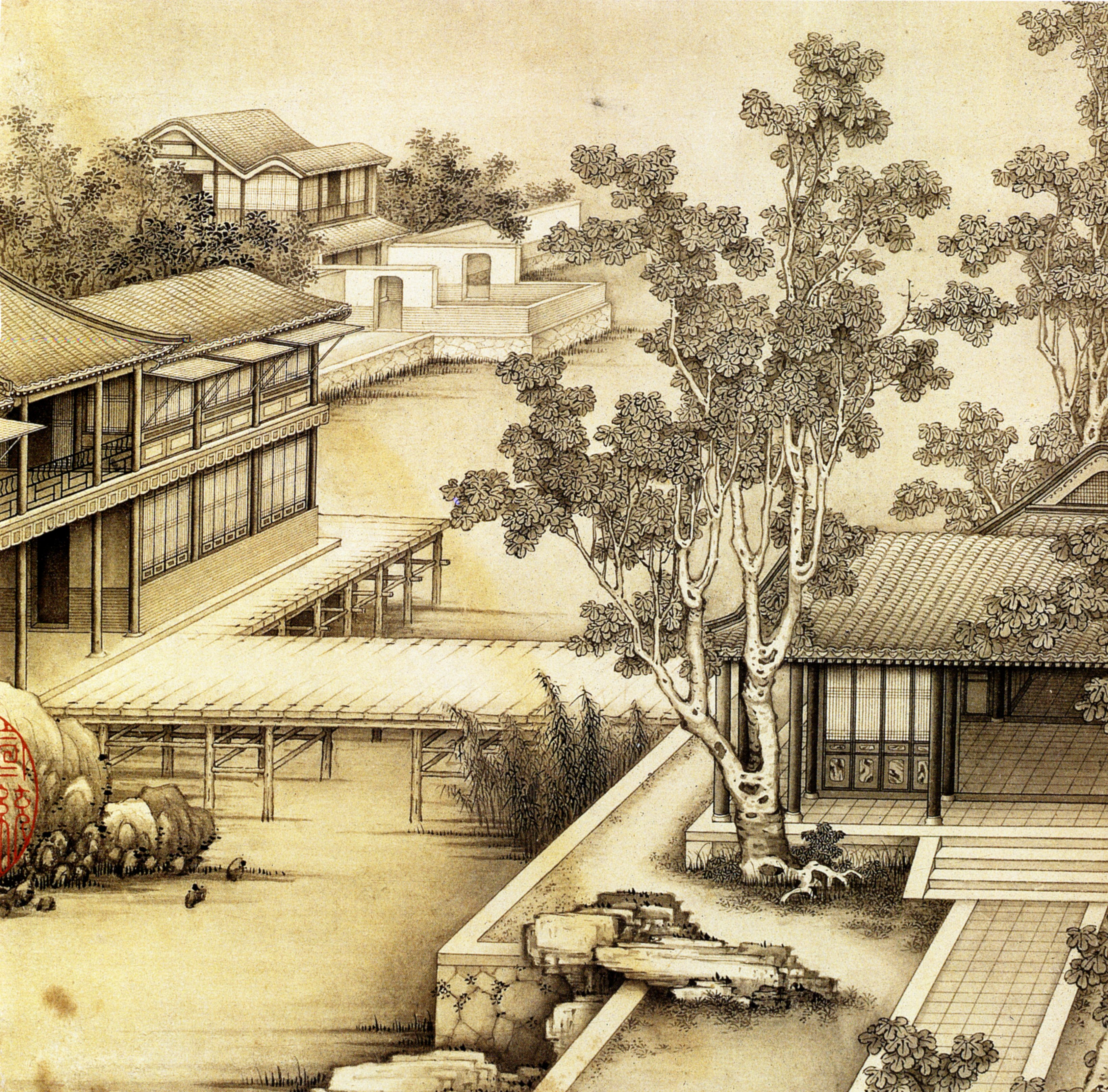
Paisatge (Museu Nacional del Palau de Taipei)

Jiao Bingzhen (xinès simplificat: 焦秉贞; xinès tradicional: 焦秉貞; pinyin: Jiāo Bǐngzhēn) fou un astrònom i cèlebre pintor que va viure sota la dinastia Qing.
Era oriünd de Jining, província de Shandong. Va néixer el 1689 i va morir el 1726. Va rebre dels jesuïtes les noves idees occidentals sobre astronomia (formava part del Consell Imperial d'Astronomia). També va aprendre dels europeus les noves aportacions en matèria de pintura, entre elles la coneguda haixifa (perspectiva occidental). Es va convertir a la religió catòlica i va intervenir en el conflicte xinès dels ritus (controvèrsia dels ritus xinesos).
Jiao va ser un dels primers pintors del període Qing en rebre la influència occidental. Va destacar com a pintor de retrats, edificis, paisatges i miniatures. S'especialitzà en la denominada tècnica jiehua (pintura arquitectural). Va ser l'encarregat, com a pintor de la cort, de l'obra coneguda com a “Yuzhi Gengzhi tu” (sota els auspicis de l'emperador Kangxi),